# Aspidophoroides
Aspidophoroides is een geslacht van straalvinnige vissen uit de familie van harnasmannen (Agonidae).
De wetenschappelijke naam van het geslacht werd in 1801 voorgesteld door Bernard Germain de Lacépède.

## Synoniemen
- Ulcina Cramer, 1896

## Soorten
- Aspidophoroides monopterygius (Bloch, 1786)
- Aspidophoroides olrikii Lütken, 1877